# Şirvançay
Şirvançay är ett vattendrag i Azerbajdzjan.   Det ligger i distriktet İsmayıllı Rayonu, i den centrala delen av landet, 170 km väster om huvudstaden Baku.
I omgivningarna runt Şirvançay växer i huvudsak lövfällande lövskog. Runt Şirvançay är det ganska glesbefolkat, med 34 invånare per kvadratkilometer.